# Alfadòntids
Els alfadòntids (Alphadontidae) són una família de mamífers extints que visqueren durant el Cretaci superior. Se n'han trobat restes fòssils a Nord-amèrica i, molt més rarament, a Sud-amèrica.